# Kim Jung-ya
Kim Jung-ya (sinh ngày 17 tháng 5 năm 1988) là một cầu thủ bóng đá người Hàn Quốcư thi đấu cho Gamba Osaka. Anh mang quốc tịch Hàn Quốc nhưng bị cấm khỏi đội hình J. League vì là cầu thủ nước ngoài.

## Thống kê câu lạc bộ
Cập nhật gần đây nhất: 3 tháng 12 năm 2017
| Thành tích câu lạc bộ | Thành tích câu lạc bộ | Thành tích câu lạc bộ | Giải vô địch1 | Giải vô địch1 | Cúp                   | Cúp                   | Cúp Liên đoàn | Cúp Liên đoàn | Châu lục | Châu lục  | Khác2   | Khác2     | Tổng cộng | Tổng cộng |
| Mùa giải              | Câu lạc bộ            | Giải vô địch          | Số trận       | Bàn thắng     | Số trận               | Bàn thắng             | Số trận       | Bàn thắng     | Số trận  | Bàn thắng | Số trận | Bàn thắng | Số trận   | Bàn thắng |
| Nhật Bản              | Nhật Bản              | Nhật Bản              | Giải vô địch  | Giải vô địch  | Cúp Hoàng đế Nhật Bản | Cúp Hoàng đế Nhật Bản | Cúp Liên đoàn | Cúp Liên đoàn | Châu Á   | Châu Á    |         |           | Tổng cộng | Tổng cộng |
| --------------------- | --------------------- | --------------------- | ------------- | ------------- | --------------------- | --------------------- | ------------- | ------------- | -------- | --------- | ------- | --------- | --------- | --------- |
| 2011                  | Gamba Osaka           | J1                    | 3             | 0             | 1                     | 0                     | 1             | 0             | 3        | 0         | -       | -         | 8         | 0         |
| 2012                  | Gamba Osaka           | J1                    | 7             | 0             | 1                     | 0                     | 2             | 0             | 0        | 0         | -       | -         | 10        | 0         |
| 2013                  | Sagan Tosu            | J1                    | 8             | 0             | 1                     | 0                     | 4             | 0             | -        | -         | -       | -         | 13        | 0         |
| 2014                  | Gamba Osaka           | J1                    | 4             | 0             | 5                     | 0                     | 4             | 0             | -        | -         | -       | -         | 13        | 0         |
| 2015                  | Gamba Osaka           | J1                    | 13            | 0             | 3                     | 0                     | 3             | 0             | 7        | 0         | 1       | 0         | 27        | 0         |
| 2016                  | Gamba Osaka           | J1                    | 28            | 3             | 1                     | 0                     | 5             | 0             | 5        | 0         | 0       | 0         | 39        | 3         |
| 2017                  | Gamba Osaka           | J1                    | 15            | 1             | 3                     | 0                     | 2             | 0             | 3        | 0         | -       | -         | 23        | 1         |
| Tổng cộng sự nghiệp   | Tổng cộng sự nghiệp   | Tổng cộng sự nghiệp   | 78            | 4             | 15                    | 0                     | 21            | 0             | 18       | 0         | 1       | 0         | 134       | 4         |

1 Bao gồm J. League Championship appearances and 2 = Siêu cúp Nhật Bản và Giải bóng đá vô địch Suruga Bank appearances.
Thành tích đội dự bị
| Thành tích câu lạc bộ | Thành tích câu lạc bộ | Thành tích câu lạc bộ | Giải vô địch | Giải vô địch | Tổng cộng | Tổng cộng |
| Mùa giải              | Câu lạc bộ            | Giải vô địch          | Số trận      | Bàn thắng    | Số trận   | Bàn thắng |
| Nhật Bản              | Nhật Bản              | Nhật Bản              | Giải vô địch | Giải vô địch | Tổng cộng | Tổng cộng |
| --------------------- | --------------------- | --------------------- | ------------ | ------------ | --------- | --------- |
| 2016                  | U-23 Gamba Osaka      | J3                    | 1            | 0            | 1         | 0         |
| 2017                  | U-23 Gamba Osaka      | J3                    | 1            | 0            | 1         | 0         |
| Tổng cộng sự nghiệp   | Tổng cộng sự nghiệp   | Tổng cộng sự nghiệp   | 2            | 0            | 2         | 0         |

## Danh hiệu
Gamba Osaka
- J. League Division 1 - 2014
- Cúp Hoàng đế Nhật Bản - 2014, 2015
- J. League Cup - 2014
- Siêu cúp Nhật Bản - 2015